# محمد اقبال عزیزی
محمد اقبال عزیزی (زادهٔ ۱۳۳۷) سیاست‌مدار اهل افغانستان است.

## زندگی‌نامه
وی در سال ۱۳۳۷ در ولایت پکتیا زاده شد. تعلیمات ابتدائیه و ثانوی را در لیسه قمرالدین کاریز ژوب پاکستان گذراند و تحصیلات عالی خود را ماستر روابط بین‌المللی از کراچی- پاکستان به دست آورد.

## مسئولیت‌ها
- والی لوگر- ۲۰۱۲ تا ۲۰۱۳
- والی لغمان- ۱۸ مارس ۲۰۱۰ تا ۱۹ سپتامبر ۲۰۱۲
- رئیس معارف میدان وردگ، پکتیا و ننگرهار
- مشاور رئیس ج.ا. ا در امور قومی و مردمی